# Maxi Gnauck
Maxi Gnauck (Berlino Est, 10 ottobre 1964) è un'ex ginnasta tedesca.

## Palmarès

### Olimpiadi
- 4 medaglie:
  - 1 oro (Mosca 1980 nelle parallele asimmetriche)
  - 1 argento (Mosca 1980 nell'all-around)
  - 2 bronzi (Mosca 1980 nel corpo libero; Mosca 1980 nel concorso a squadre)

### Mondiali
- 9 medaglie:
  - 5 ori (Ft. Worth 1979 nelle parallele asimmetriche; Mosca 1981 nella trave; Mosca 1981 nelle parallele asimmetriche; Mosca 1981 nel volteggio; Budapest 1983 nelle parallele asimmetriche)
  - 1 argento (Ft. Worth 1979 nell'all-around)
  - 3 bronzi (Ft. Worth 1979 nel concorso a squadre; Mosca 1981 nel concorso a squadre; Budapest 1983 nel concorso a squadre)

### Europei
- 9 medaglie:
  - 5 ori (Madrid 1981 nell'all-around; Madrid 1981 nel corpo libero; Madrid 1981 nelle parallele asimmetriche; Madrid 1981 nella trave; Helsinki 1985 nelle parallele asimmetriche)
  - 3 argenti (Copenaghen 1979 nel volteggio; Madrid 1981 nel volteggio; Helsinki 1985 nell'all-around)
  - 1 bronzo (Copenaghen 1979 nelle parallele asimmetriche)

### Giochi dell'Amicizia
- 4 medaglie:
  - 2 ori (Olomouc 1984 nelle parallele asimmetriche; Olomouc 1984 nel corpo libero)
  - 1 argento (Olomouc 1984 nel concorso a squadre)
  - 1 bronzo (Olomouc 1984 nel volteggio)